# 科工館車站

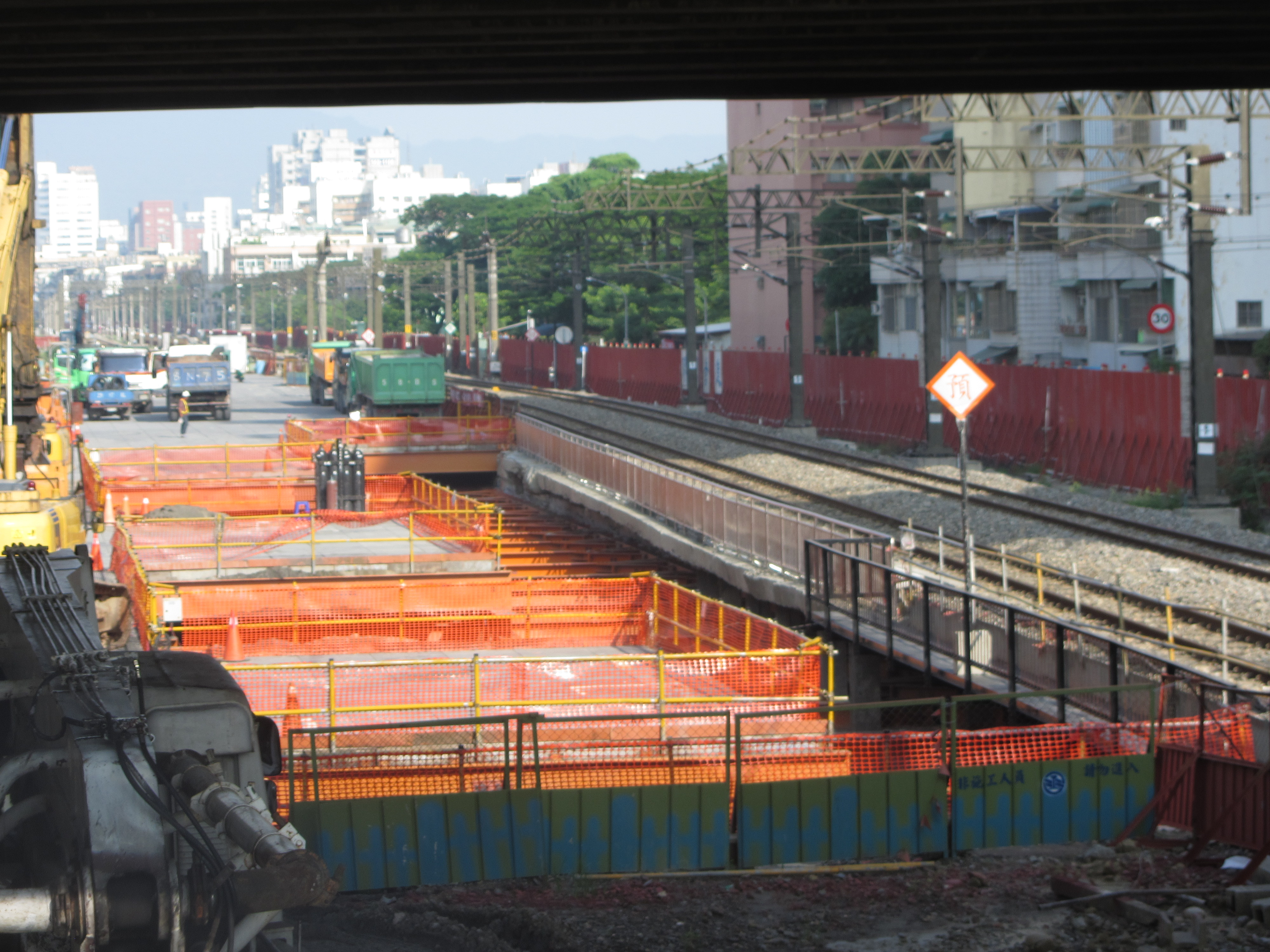
建設中的科工館車站站址，2013年

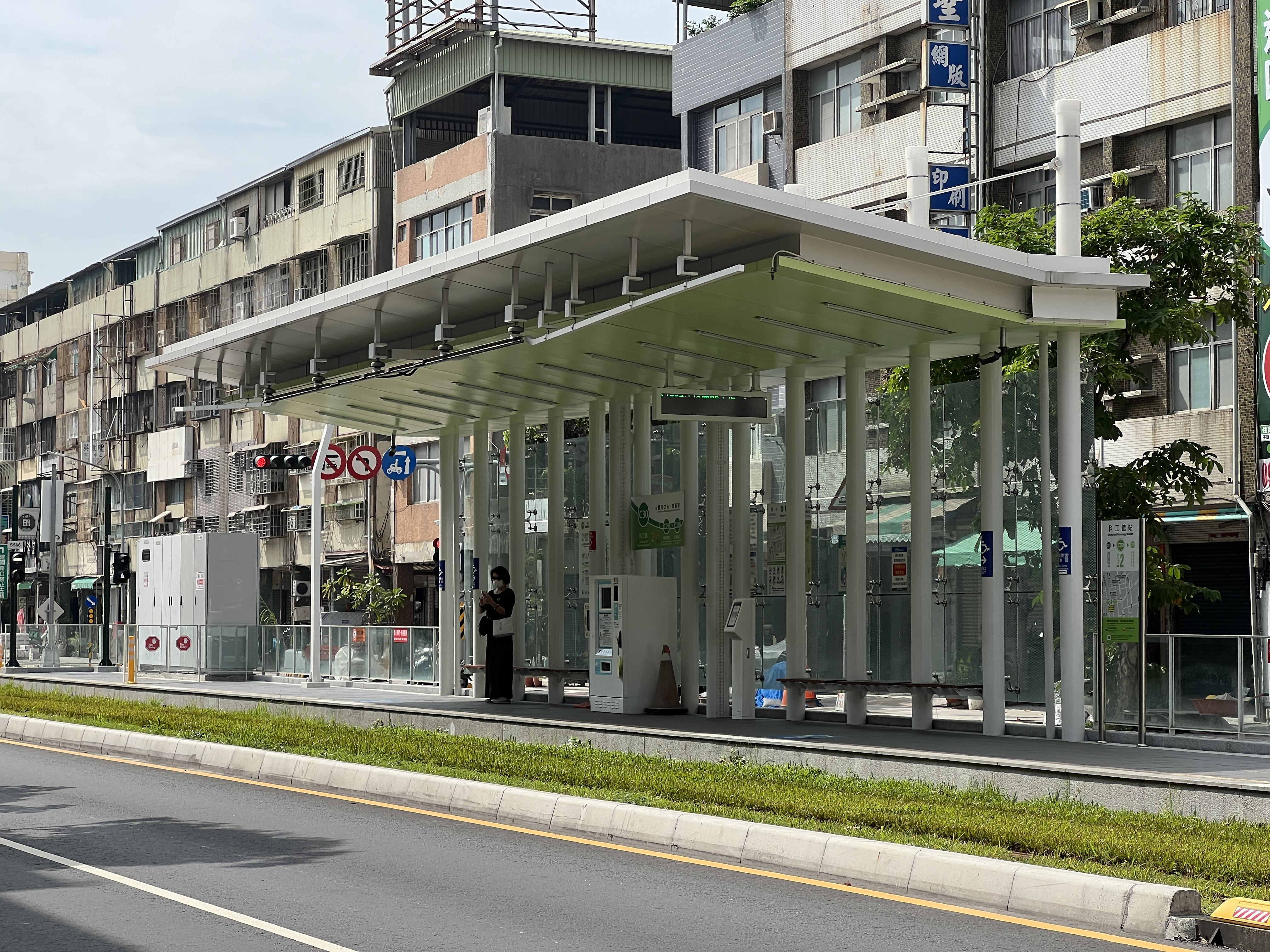
高雄環狀輕軌科工館站逆行月台

科工館車站位於臺灣高雄市三民區，為臺灣鐵路公司屏東線及高雄捷運環狀輕軌之車站，是高雄市區鐵路地下化計畫中所新建設的地下化鐵路車站，站址位於國立科學工藝博物館附近。此車站位於高雄市已拆除的大順陸橋下方，臺鐵屏東線2.7公里處。環狀輕軌車站則位於車站站體東側。

## 歷史

### 台鐵
早期根據2000年的《高雄都會區鐵路地下化綜合規劃報告》書中，此地原規劃為興建東城緊急停靠站。2018年10月14日，隨著高雄市區鐵路地下化計畫工程完工而啟用。

### 高雄環狀輕軌
高雄市政府捷運工程局舉行C15-C37車站徵名活動，票選結果站名為「科工館站」。2020年7月27日，高雄市政府捷運工程局公告輕軌島式月台改為兩座中央側式月台。2024年1月1日，隨著環狀輕軌第二階段「C24愛河之心–C32凱旋公園」通車啟用。因應高雄輕軌成圓，於2024年1月1日至2月25日前進行全線通車試營運，以作為後續正式營運後參考。

## 車站概要
科工館車站目前等級為台鐵簡易站，僅區間車、區間快車停靠。
高雄捷運環狀輕軌車站編號為C30，站區位於大順三路、鐵道一街路口的南北側，逆時鐘方向月台位於南側，順時鐘月台位於北側。
可於站外「臺鐵科工館站」、「大順路口（九如一路）」、「九如大順路口」公車站轉乘8條公車路線、1條公車式小黃路線，或租借YouBike。

### 車站構造及樓層
| 地面                            |              |                            |              |                                  |
| ↑往臺鐵                         |              |                            |              |                                  |
|                                 | 鐵道一街路口 |                            | 鐵道一街路口 | ← 環狀輕軌順行方向（聖功醫院站） |
| 側式月台（南側），左側開門      | 鐵道一街路口 | 側式月台（北側），左側開門 | 鐵道一街路口 |                                  |
| 環狀輕軌逆行方向（樹德家商站）→ | 鐵道一街路口 |                            | 鐵道一街路口 |                                  |
| 出入口                          | 輕軌乘車處   | 輕軌乘車處                 | 輕軌乘車處   |                                  |

| 地下 一樓 | 大廳層 | 車站大廳、詢問處、自動售票機、驗票閘門 |
| 地下 一樓 | 大廳層 | 洗手間                                 |

| 地下 二樓 | 側式月台，左側開門 | 側式月台，左側開門                             |
| 地下 二樓 | 1月臺              | 臺鐵屏東線→ 往鳳山、屏東、潮州方向（正義車站） |
| 地下 二樓 | 2月臺              | ←臺鐵屏東線 往臺南、嘉義、斗六方向（民族車站） |
| 地下 二樓 | 側式月台，左側開門 |                                                |

### 月台配置
| 1 | 1 | █ 西部幹線（上行） | 往 臺南、嘉義、斗六、二水 方向 |
| 2 | 2 | █ 西部幹線（下行） | 往 鳳山、屏東、潮州、枋寮 方向 |

## 利用狀況
根據2024年資料，本站每日旅運量約為3,518，在台鐵各站中排行第69名。
| 年   | 年間    | 年間    | 年間      | 年間   | 1日平均 | 1日平均 |
| 年   | 上車    | 下車    | 上下車計  | 來源   | 上車    | 上下車  |
| ---- | ------- | ------- | --------- | ------ | ------- | ------- |
| 2018 | 54,322  | 55,600  | 109,922   | [ 10 ] | 688     | 1,391   |
| 2019 | 340,715 | 336,745 | 677,460   | [ 11 ] | 933     | 1,856   |
| 2020 | 374,311 | 360,265 | 734,576   | [ 12 ] | 1,023   | 2,007   |
| 2021 | 324,854 | 305,392 | 630,246   | [ 13 ] | 890     | 1,727   |
| 2022 | 389,455 | 367,134 | 756,589   | [ 14 ] | 1,067   | 2,073   |
| 2023 | 516,648 | 494,539 | 1,011,187 | [ 15 ] | 1,415   | 2,770   |
| 2024 | 650,658 | 637,086 | 1,287,744 | [ 16 ] | 1,778   | 3,518   |

## 外部連結
- 交通部鐵路改建工程局-高雄計畫
- 國營臺灣鐵路股份有限公司 – 科工館車站 （页面存档备份，存于）
- 科工館站（高雄捷運公司） （页面存档备份，存于）